# 20 złotych 1980 Dar Pomorza
20 złotych 1980 Dar Pomorza – okolicznościowa moneta dwudziestozłotowa, wprowadzona do obiegu 25 czerwca 1980 r. zarządzeniem z 26 maja 1980 r. (M.P. z 1980 r. nr 15, poz. 70), wycofana z dniem denominacji z 1 stycznia 1995 r., rozporządzeniem prezesa Narodowego Banku Polskiego z dnia 18 listopada 1994 r. (M.P. z 1994 r. nr 61, poz. 541).
Monetę wybito w celu upamiętnienia pięćdziesiątej rocznicy Daru Pomorza.

## Awers
W na tej stronie monety umieszczono godło – orła bez korony, po bokach rok „1980", pod łapą znak mennicy w Warszawie, poniżej napis „ZŁ 20 ZŁ”, dookoła napis „POLSKA RZECZPOSPOLITA LUDOWA”.

## Rewers
Na tej stronie monety znajduje się żaglowiec – Dar Pomorza, dookoła napis „50 LAT DARU POMORZA”, a na dole napis „1930–1980”.

## Nakład
Monetę bito w Mennicy Państwowej, w miedzioniklu, na krążku o średnicy 29 mm, masie 10,15 grama, z rantem ząbkowanym, stemplem zwykłym, w nakładzie 2 069 200 sztuk, według projektów:
- Anny Jarnuszkiewicz (awers) oraz
- Stanisławy Wątróbskiej (rewers).

Na początku lat 90. XX w. w ramach emisji zestawów rocznikowych monet PRL z lat 1979, 1980, 1981, 1982, 1986, 1987, 1988, 1989, 1990, w Mennicy Państwowej wybito ponownie tę monetę, tym razem stemplem lustrzanym, w nakładzie 5000 sztuk.

## Opis
Moneta jest jedną z siedmiu dwudziestozłotówek okolicznościowych bitych w latach 1974–1980 i jednocześnie ostatnią dwudziestozłotówką okolicznościową wybitą w okresie PRL.
Jej średnica i masa są identyczne z parametrami dwudziestozłotówek obiegowymi z lat 1973–1983.
W latach siedemdziesiątych dwudziestego wieku monetę można było czasami spotkać w obrocie pieniężnym.

## Powiązane monety
Pięćdziesiąt lat Daru Pomorza upamiętnione zostało również na próbnej monecie kolekcjonerskiej, w srebrze, o nominale 100 złotych, wybitej w nakładzie 4000 sztuk.

## Wersje próbne
Istnieje wersja tej monety należąca do serii próbnej w niklu z wypukłym napisem „PRÓBA”, wybita w nakładzie 500 sztuk oraz wersja próbna technologiczna, z wypukłym napisem „PRÓBA”, w miedzioniklu, w nakładzie 20 sztuk.
W serii monet próbnych niklowych i jako próbną technologiczną, wybito konkurencyjny projekt dwudziestozłotówki z podobnym rewersem.